# Cheek (Musiker)

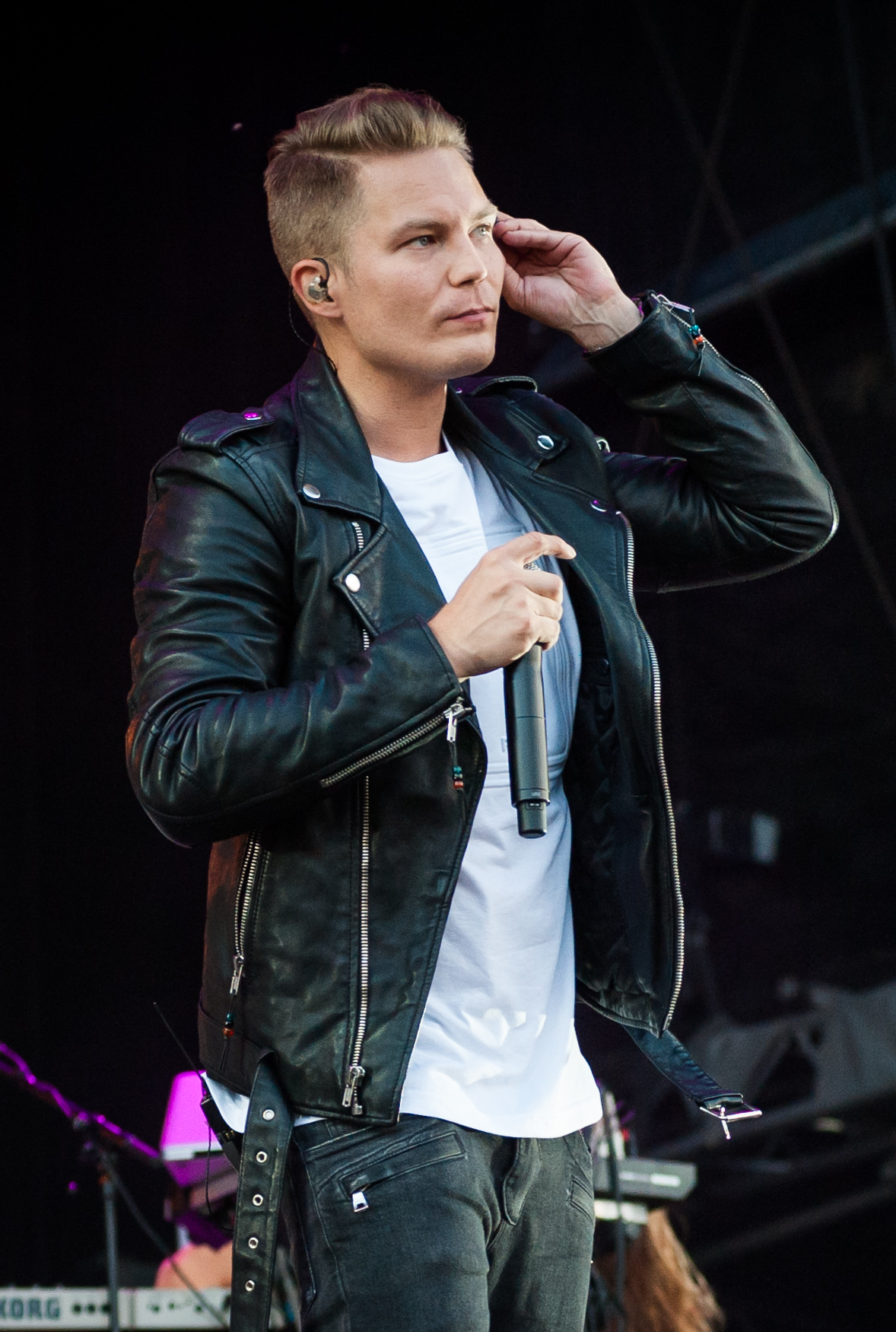
Cheek (Jare Henrik Tiihonen), 2016

Cheek (* 22. Dezember 1981 in Vantaa; eigentlich Jare Henrik Tiihonen) ist ein finnischer Hip-Hop-Musiker. Seine Youtube-Videos wurden insgesamt mehr als 78 Millionen Mal aufgerufen und einige mehrfach mit Emmas ausgezeichnet.

## Leben
Jare Henrik Tiihonen wuchs zusammen mit seinem Zwillingsbruder Jere, Bruder Markus und zwei Schwestern die ersten sechs Jahre seines Lebens in Vantaa auf, bevor er mit Mutter Aino und Vater Heimo nach Lahti zog. Dort besuchte er die Lahti Laune lukio (Highschool), später studierte er an der Lahden ammattikorkeakoulu (Lahti Fachhochschule). Diese verließ er erfolgreich mit einem Abschluss als Bachelor of Business Administration. 2008 zog er nach Helsinki, während seine Familie noch heute in Lahti lebt.
Jare absolvierte den finnischen Wehrpflichtdienst in der Panzerbrigade und wurde dort mit dem militärischen Rang panssarijääkäri ausgezeichnet. Derzeit lebt er in Etu-Töölö, einem Stadtteil von Helsinki. Neben seinem Künstlernamen Cheek wird er von seinen Freunden auch Jarppa gerufen. Er ist Linkshänder und verbringt seine Freizeit mit Reisen und im Fitnessstudio.
In den auf 2010 folgenden Jahren war Jare Tiihonen einer der bestverdienenden Musiker in Finnland.
Auch wenn Tiihonen in seinen Texten auf soziale und politische Fragen eingeht, zählt er sich selbst eher zu den Werten und Ideen des rechten Flügels. 2012 unterstützte er infolgedessen den Präsidentschaftswahlkampf in Finnland, indem er dem Kandidaten und mittlerweile amtierenden Präsidenten Sauli Niinistö bei dessen Kampagne unterstützte. Infolgedessen wurde er als Gast zum Empfang zur Feier der Unabhängigkeit Finnlands im Präsidentenpalast eingeladen.
Im April 2012 verstarb sein Vater bei einem Unfall beim Fischen, dies prägte Jare sehr und er verarbeitete diesen Verlust auf seinem achten Album Kuka muu muka.

## Karriere
Cheeks Interesse an einer Musikerkarriere begann 1998 in Lahti. 2000 trat er der finnischen HipHop-Gruppe 5th Element bei, nahm aber nebenbei noch zwei eigene Alben auf. Human & Beast, das er 2001 in Eigenregie produzierte und veröffentlichte, ist noch komplett in englischer Sprache, 50/50 aus dem Jahr danach enthält bereits mehrere Lieder in Finnisch. Während seiner Zeit bei 5th Element bekam er auch seinen Künstlernamen Cheek, der zurückzuführen ist auf seine runden Wangen. 2003 unterzeichnete er einen Vertrag bei dem Majorlabel Sony BMG.

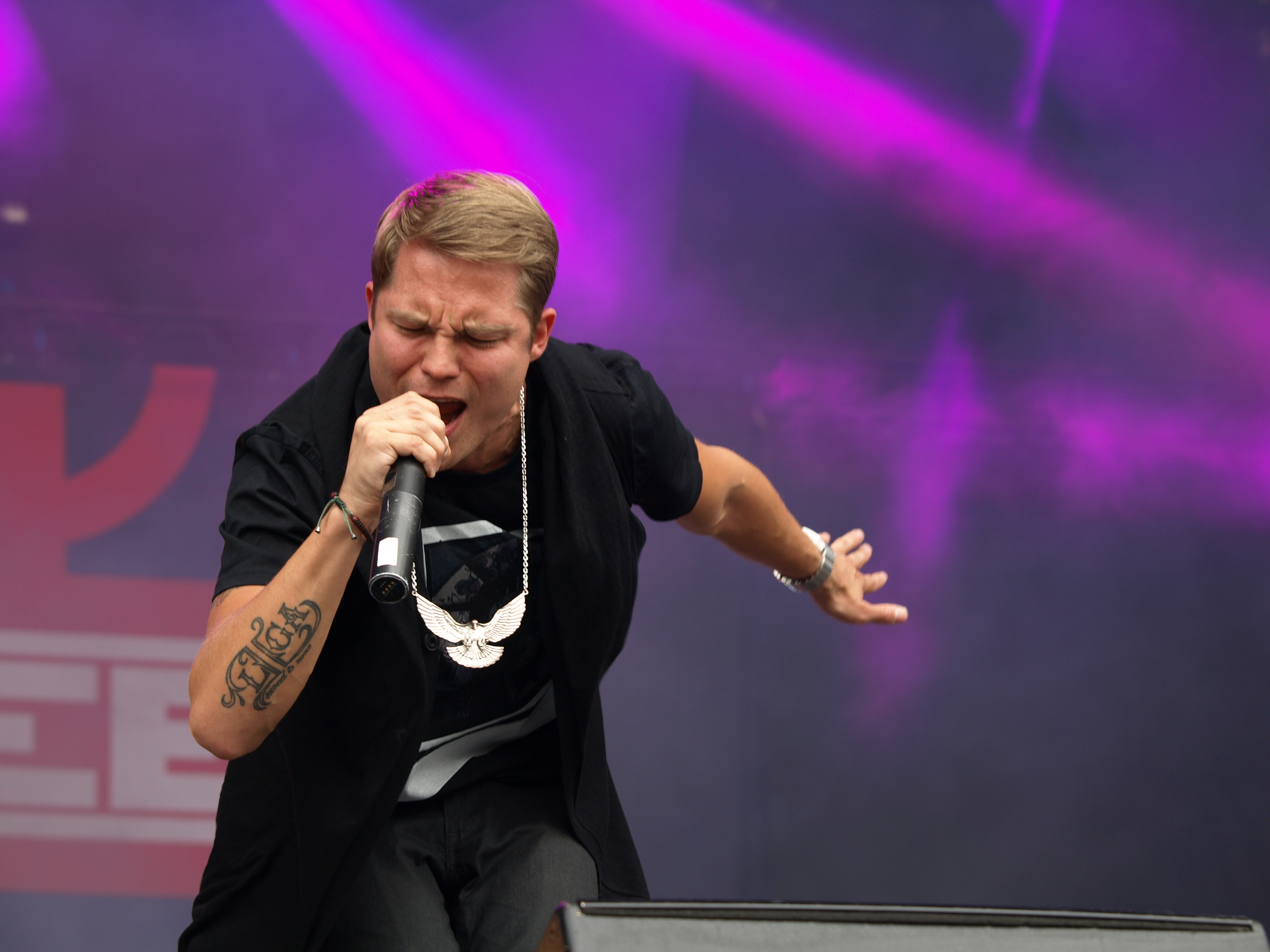
Cheek beim Provinssirock 2013

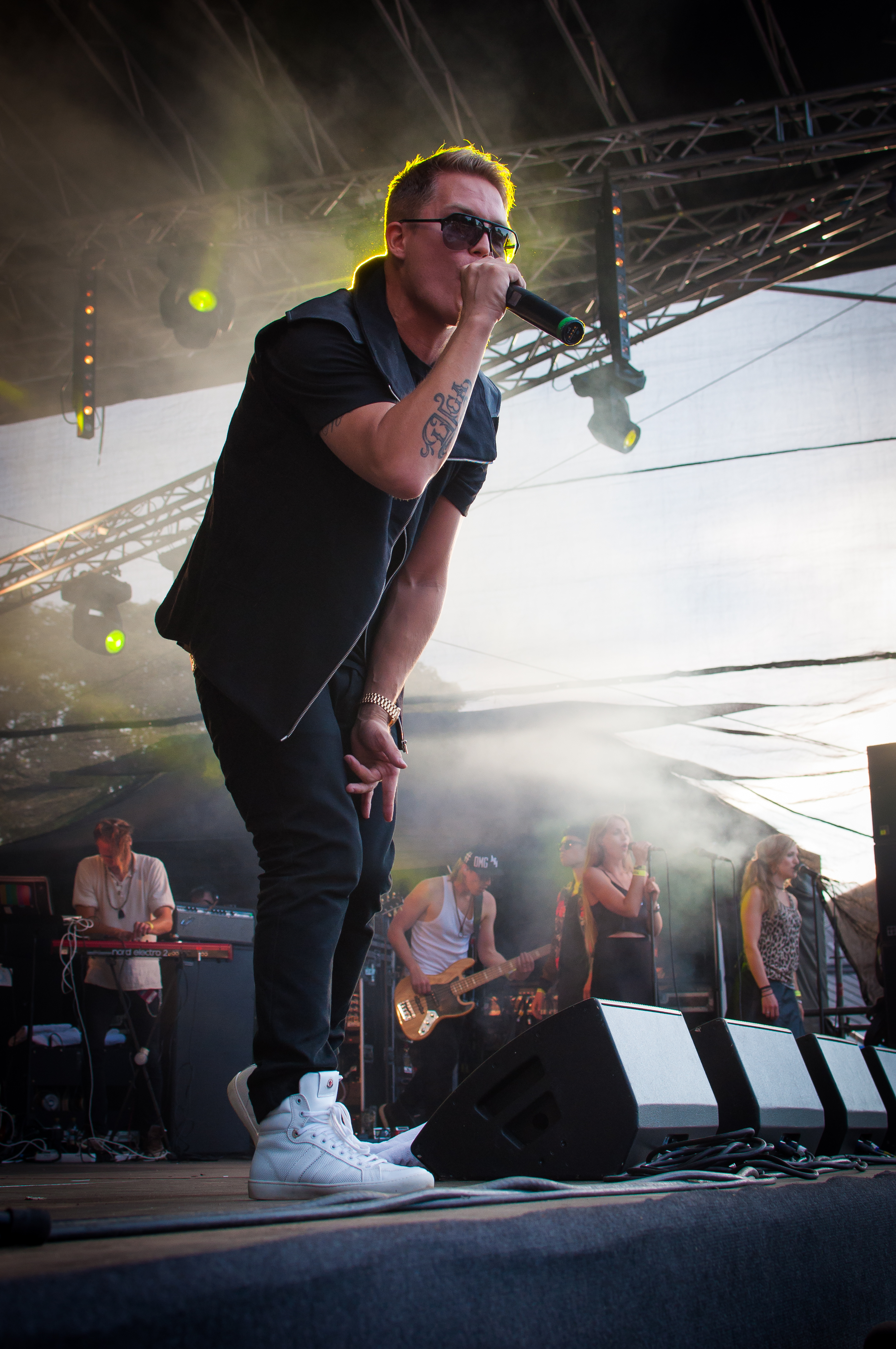
Cheek beim Rakuuna Rock 2014

Am 31. Mai 2004 erschien sein Debütalbum Avaimet mun kulmille, nun komplett in finnischer Sprache. Das Album stieg auf Platz 19 in die finnischen Charts ein, die drei daraus ausgekoppelten Singles: Avaimet mun kiesiin, Raplaulajan vapaapäivä und Avaimet mun himaan waren ebenfalls erfolgreich. Ein Jahr später veröffentlichte Cheek am 18. Mai 2005 sein zweites Album Käännän sivuu, auf dem unter anderem das Duett Liiku mit Jonna Pirinen zu finden ist, das es bis auf Platz 5 der finnischen Single-Charts schaffte. Das Album erreichte Platz 17 in den finnischen Albumcharts.
Das nächste Album Kasvukipuja erschien 2007 bei Alarm Entertainment, das zu dem auf HipHop spezialisierten Label Rähinä Records gehört. Mit der Single Sun täytyy, aufgenommen mit Sami Saari, schaffte es erstmals ein Lied von Cheek auf Platz 1 der finnischen Singlecharts. Die darauffolgende Singleauskopplung Tuhlaajapoika, aufgenommen mit Tasis, setzte dies fort.
Alarm Entertainment veröffentlichte gemeinsam mit Universal Music am 21. Mai 2008 auch das Album Kuka sä oot, aus dem unter anderem das Lied Liekeissä ausgekoppelt wurde. Dieses wurde zum Dauerbrenner auf Platz 1 der Hitliste des finnischen Radiosenders The Voice. Auf Grund dessen wählte man es zum Sommerhit 2008 bei The Voice. Die zweite Single wurde Kanssa tai ilman, bei welcher Illi ebenfalls am Mikrofon stand.
Am 13. Mai 2009 veröffentlichte Cheek sein fünftes Album Jare Henrik Tiihonen, das als Titel seinen Echtnamen trägt. Es stieg auf Anhieb auf Platz 1 in die finnischen Albencharts ein. Als erste Single wurde Jos mä oisin sä veröffentlicht, welches es ebenfalls zum Nummer 1 Hit auf sämtlichen Radiostationen brachte. Das Lied erreichte als erste Single von Cheek Goldstatus. Mit mehr als 20.000 verkauften Exemplaren wurde auch das Album mit dieser Auszeichnung geehrt.
Zu dieser Zeit erhielt Cheek zwei Goldauszeichnungen (für das Album Kuka sä oot und die Single Liekeissä), bei der vom Label organisierten Gold-Record-Party im Tavastia klubi in Helsinki. Das dortige Konzert wurde gefilmt und im selben Jahr als Jare Henrik Tiihonen-DVD produziert und veröffentlicht.
Bei der Emma-Gaala 2010 gewann Cheek zudem den Emma für das beste Hip-Hop Album des Jahres 2009. Im selben Jahr veröffentlichte er sein nunmehr sechstes Studioalbum Jare Henrik Tiihonen 2, welches sofort auf Platz 1 der Albumcharts einstieg und Gold erreichte.
Cheeks Konzerte wurden und werden von ihm sowie Brädi und TS und gelegentlich auch Mikael Gabriel bestritten. Von 2004 bis 2008 unterstützte ihn dabei DJ Komet hinter den Plattentellern, dessen Position hat mittlerweile seit Herbst 2008 DJ Luoma übernommen.
2011 gründete Jare sein eigenes Plattenlabel Liiga Music Oy, unter dem er 2012 sein siebtes Album mit dem Namen Sokka irti auf den Markt brachte. In weniger als drei Wochen erreichte das Album Gold und hat sich mittlerweile so oft verkauft, dass es mit Doppelplatin ausgezeichnet wurde. Die gleichnamige Single „Sokka irti“ schaffte es zum offiziellen Sommerhit 2012 von The Voice. Damit gewann er diese Auszeichnung bereits zum zweiten Mal.
Im Herbst 2012 nahm Cheek an der von Nelonen produzierten Fernsehserie Vain elämää teil, die nach schwedischem Vorbild entstand. Darin trafen sich sieben bekannte finnische Musiker und in jeder Folge wurden sechs Lieder eines Musikers von den anderen neu interpretiert und die Aufnahmen anschließend auch veröffentlicht. Cheek war zeitweise mit bis zu sieben Titeln in den finnischen Top 20 vertreten. Mit seiner Version von Puhelinlangat laulaa von Katri Helena erreichte er sogar Platz 1.
Im Frühling 2013 gab Cheek bekannt, dass er im September 2013 zwei Konzerte in der Helsingin jäähalli (Helsinki Ice Hall) spielen werde. Innerhalb kürzester Zeit nach Bekanntgabe waren beide Konzerte restlos ausverkauft; das erste innerhalb einer Stunde, das zweite in weniger als 20 Minuten, was es so bisher noch nie in der Karriere eines heimischen Solokünstlers gegeben hatte.
Am 20. September 2013 folgte die Veröffentlichung des achten Studioalbums Kuka muu muka, welches innerhalb von vier Tagen Doppelplatin erreichte und sofort Platz 1 der Albumcharts einnahm. Cheek hatte in den Albumcharts nicht immer die größten Erfolge zu verbuchen, brach diesmal jedoch alle heimischen Rekorde, indem seine Alben an fünf Stellen gleichzeitig die Nummer 1 besetzten (Album-, independent-, midprice- (Sokka irti), Single und Download charts). Er schrieb Geschichte in den Singlecharts, denn von den Top 20 der am besten verkauften Songs waren 9 mit Albumtracks von Kuka muu muka besetzt. Die erste Single Jossu, aufgenommen mit Jukka poika, wurde im Mai 2013 veröffentlicht. Es gehörte zu der Kesäkumi-Auswahl an Liedern für 2013. Bei Kesäkumi handelte es sich um eine jährliche Aktion des finnischen Roten Kreuzes und des Radiosenders YleX, an der mehrere Musiker teilnahmen u. a. Robin. Ziel ist es, Jugendliche dazu zu motivieren, Kondome zu benutzen.
Am 7. März 2014 zählte er zu den Abräumern auf der Emma-Gaala. Er gewann insgesamt fünf Auszeichnungen an diesem Abend (für: Best Male-Solo artist, Best-selling album of the year, Best Hip-hop album of the year, Best music video of the year Timantit on ikuisia, Public Vote-Emma).
Des Weiteren beteiligte sich Cheek an der Spendenaktion Live Aid ULS2017 für das Kinderkrankenhaus in Helsinki und wirkte im dazugehörigen Song „Lohtu“ mit, neben Künstlern wie Lauri Ylönen, Chisu, Tuomas Holopainen, Jari Sillanpää, Jenni Vartiainen uvm. Das dazugehörige Video wurde am 9. Mai 2014 auf Youtube veröffentlicht. Ziel ist es bis 2017, 3 Millionen Euro an Spendengeldern zu sammeln, um den Neubau des Helsinkier Kinderkrankenhauses zu finanzieren. Cheeks Label Liiga Music Oy spendete ebenfalls.
Zusammen mit Finnair realisierte Jare am 29. Juli 2014 ein VIP-Konzert auf dem Airbus Flug AY7417 von Helsinki, einmal quer über Finnland und zurück. Die geladenen 150 Gäste hatten ihre Karten nur über ein Radiogewinnspiel erhalten können. Der Flug dauerte fast vier Stunden.
Am 8. August 2014 veröffentlichte Cheek die Singles Äärirajoille und Flexaa feat. Sanni und Ville Galle als Ausblick auf sein nächstes Werk, welches er nach seinem Urlaub in Angriff nehmen wird.
Am 22. und 23. August 2014 schrieb Cheek in Finnland mehr oder weniger Musikgeschichte auf einem neuen Level. Im Helsinki Olympiastadion gab er zwei restlos ausverkaufte Konzerte. Nach Bekanntgabe war das zuerst einmalig geplante Event für den 23. August 2014 innerhalb von 71 Minuten ausverkauft. 5 Tage später wurde auf Grund der großen Nachfrage ein Zusatztermin für den 22. August 2014 organisiert, der sich ebenfalls innerhalb von 35 Minuten ausverkaufte.
Seitdem befindet sich der Künstler in einer kreativen Schaffenspause. Anlässlich der Elle Style Awards in Helsinki 2014 wurde Jare zum bestgekleideten Mann des Jahres gewählt. Trotz anhaltender Auszeit erschien er am 27. Februar 2015 zur Emma Gaala 2015 in Espoo, wo er die Emmas als Artist of the year – „vuoden artisti“, Best music video of the year – „vuoden musa videon“ und die Sonderauszeichnung „Erikois Emma“, als Ehrung für seine Olympiastadion-Konzerte (besucht von mehr als 80.000 Zuschauern) erhielt. Damit ist Cheek der jüngste Empfänger der Sonderauszeichnung, den es jemals gegeben hat.
Neben diversen Features bei anderen Rappern wie z. B. Mikael Gabriel (Mitä mä teen tääl) oder auch Uniikki (Lapiolla päähän) ist Cheek außerdem Teil der Herrasmiesliiga (zu Deutsch: Liga der außergewöhnlichen Gentlemen), welche aus Brädi, TS und ihm selbst besteht. Einmal jährlich veröffentlichen sie zu Neujahr einen Song unter dem Titel Ei Pahalla Mut Tahallaan (E.P.M.T), was so viel bedeutet wie „Nichts für ungut, aber absichtlich“. Hierbei handelt es sich um Evergreens, die mit finnischen Rap-Parts von ihnen neu aufgenommen werden. Die Idee hierbei ist es, die Stimmungen innerhalb der Liiga aus dem vergangenen Jahr textlich zu bündeln. Dies wird dann jeweils auf den Beat des dazugehörigen „Klassikers“ gelegt, abgemischt und veröffentlicht.

## Diskografie

### Alben
| Jahr | Titel                           | Höchstplatzierung, Gesamtwochen, AuszeichnungChartsChartplatzierungen (Jahr, Titel, Platzierungen, Wochen, Auszeichnungen, Anmerkungen) | Anmerkungen                                                         |
| Jahr | Titel                           | FI | Anmerkungen                                                         |
| ---- | ------------------------------- | --- | ------------------------------------------------------------------- |
| 2004 | Avaimet mun kulmille            | FI19 (13 Wo.)FI | Erstveröffentlichung: 31. Mai 2004                                  |
| 2005 | Käännän sivuu                   | FI17 (2 Wo.)FI | Erstveröffentlichung: 18. Mai 2005                                  |
| 2007 | Kasvukipuja                     | FI19 (3 Wo.)FI | Erstveröffentlichung: 18. April 2007                                |
| 2008 | Kuka sä oot                     | FI5 Gold · (21 Wo.)FI | Erstveröffentlichung: 21. Mai 2008                                  |
| 2009 | Jare Henrik Tiihonen            | FI1 Gold · (29 Wo.)FI | Erstveröffentlichung: 13. Mai 2009                                  |
| 2010 | JHT2                            | FI1 Gold · (25 Wo.)FI |                                                                     |
| 2012 | Sokka irti                      | FI3 ×2Doppelplatin · (54 Wo.)FI | Erstveröffentlichung: 16. April 2012                                |
| 2013 | Kuka muu muka                   | FI1 ×2Doppelplatin · (52 Wo.)FI | Erstveröffentlichung: 20. September 2013                            |
| 2014 | Vain elämää                     | FI49 (1 Wo.)FI |                                                                     |
| 2014 | Alpha Omega                     | FI1 Platin · (110 Wo.)FI | Erstveröffentlichung: 16. Oktober 2014                              |
| 2014 | Kuka muu muka – Stadion Edition | FI3 Gold · (29 Wo.)FI | Erstveröffentlichung: 31. Oktober 2014                              |
| 2017 | Kävi täällä                     | FI6 (54 Wo.)FI | Erstveröffentlichung: 27. Oktober 2017 als Profeetat; mit Elastinen |
| 2018 | Timantit on ikuisia             | FI1 (51 Wo.)FI | Erstveröffentlichung: 17. August 2018 Kompilation                   |
| 2019 | Valot sammuu                    | FI12 (2 Wo.)FI | Erstveröffentlichung: 23. August 2019 Livealbum                     |

Weitere Alben
- 2001: Human & Beast
- 2002: 50/50
- 2003: TS & Cheek – Pitää pystyy elää (streettape)

### Singles
| Jahr | Titel Album                                                     | Höchstplatzierung, Gesamtwochen, AuszeichnungChartsChartplatzierungen (Jahr, Titel, Album, Platzierungen, Wochen, Auszeichnungen, Anmerkungen) | Anmerkungen                                                                                  |
| Jahr | Titel Album                                                     | FI | Anmerkungen                                                                                  |
| --- | --------------------------------------------------------------- | --- | -------------------------------------------------------------------------------------------- |
| 2004 | Avaimet mun kiesiin Avaimet mun kulmille                        | FI6 (5 Wo.)FI |                                                                                              |
| 2004 | Raplaulajan vapaapäivä Avaimet mun kulmille                     | FI6 (10 Wo.)FI | feat. Brädi & Pappa                                                                          |
| 2004 | Avaimet mun himaan Avaimet mun kulmille                         | FI16 (1 Wo.)FI | feat. Idän Ihme & Tupla-S                                                                    |
| 2005 | Liiku Käännän sivuu                                             | FI5 (6 Wo.)FI | feat. Jonna                                                                                  |
| 2005 | Nostan kytkintä Käännän sivuu                                   | FI13 (1 Wo.)FI |                                                                                              |
| 2007 | Sun täytyy Kasvukipuja                                          | FI1 (4 Wo.)FI | feat. Sami Saari                                                                             |
| 2008 | Liekeissä Kuka sä oot                                           | FI1 Gold · (24 Wo.)FI |                                                                                              |
| 2009 | Jos mä oisin sä Jare Henrik Tiihonen                            | FI1 Gold · (16 Wo.)FI |                                                                                              |
| 2009 | Mitä tänne jää Jare Henrik Tiihonen                             | FI17 (2 Wo.)FI |                                                                                              |
| 2010 | Jippikayjei Jare Henrik Tiihonen 2                              | FI1 (13 Wo.)FI |                                                                                              |
| 2012 | Pyrkiny vähentää Sokka irti                                     | FI10 (1 Wo.)FI | feat. Spekti                                                                                 |
| 2012 | Sokka irti                                                      | FI3 (16 Wo.)FI |                                                                                              |
| 2012 | Syypää sun hymyyn Sokka irti                                    | FI2 (28 Wo.)FI | feat. Yasmine Yamajako                                                                       |
| 2012 | Anna mä meen Sokka irti                                         | FI1 (17 Wo.)FI | feat. Jonne Aaron                                                                            |
| 2012 | Rakastuin mä luuseriin                                          | FI9 (7 Wo.)FI |                                                                                              |
| 2012 | Levoton tuhkimo                                                 | FI12 (3 Wo.)FI |                                                                                              |
| 2012 | Puhelinlangat laulaa                                            | FI1 (9 Wo.)FI |                                                                                              |
| 2012 | Tinakenkätyttö                                                  | FI4 (9 Wo.)FI |                                                                                              |
| 2012 | Kaduilla tuulee                                                 | FI13 (6 Wo.)FI |                                                                                              |
| 2013 | Kyyneleet Sokka irti                                            | FI20 (1 Wo.)FI | feat. Sami Saari                                                                             |
| 2013 | Jossu Kuka muu muka                                             | FI1 (19 Wo.)FI | Erstveröffentlichung: 31. Mai 2013 feat. Jukka Poika                                         |
| 2013 | Timantit on ikuisia Kuka muu muka                               | FI1 Gold · (19 Wo.)FI | Erstveröffentlichung: 9. August 2013                                                         |
| 2014 | Flexaa Kuka muu muka – Stadion Edition                          | FI3 (7 Wo.)FI | feat. Sanni & Villegalle                                                                     |
| 2014 | Äärirajoille Kuka muu muka – Stadion Edition                    | FI4 (5 Wo.)FI | Erstveröffentlichung: 8. August 2014                                                         |
| 2015 | Sä huudat Alpha Omega                                           | FI1 (11 Wo.)FI | Erstveröffentlichung: 19. August 2016                                                        |
| 2016 | Me ollaan ne, pt. 2 –                                           | FI1 (6 Wo.)FI | Erstveröffentlichung: 3. März 2016 feat. Nikke Ankara, Elastinen, JVG, Kube & Pete Parkkonen |
| 2016 | All Good Everything –                                           | FI1 (7 Wo.)FI | Erstveröffentlichung: 17. August 2016                                                        |
| 2016 | Sinuhe Kävi täällä                                              | FI1 (11 Wo.)FI | Erstveröffentlichung: 29. November 2016 mit Elastinen als Profeetat                          |
| 2017 | Yhtäccii Kävi täällä                                            | FI3 (3 Wo.)FI | Erstveröffentlichung: 8. Februar 2017 mit Elastinen als Profeetat                            |
| 2017 | Jokainen kyynel Kävi täällä                                     | FI4 (5 Wo.)FI | Erstveröffentlichung: 19. April 2017 mit Elastinen als Profeetat                             |
| 2017 | Eyo Kävi täällä                                                 | FI1 (7 Wo.)FI | Erstveröffentlichung: 28. Juli 2017 mit Elastinen als Profeetat feat. Nelli Matula           |
| 2017 | Pipefest Kävi täällä                                            | FI8 (1 Wo.)FI | Erstveröffentlichung: 4. August 2017 mit Elastinen als Profeetat feat. Paleface              |
| 2017 | Sinä ansaitset kultaa Vain elämää – kausi 7 ensimmäinen kattaus | FI1 (8 Wo.)FI | Erstveröffentlichung: 15. September 2017                                                     |
| 2017 | Vahinko Vain elämää – kausi 7 ensimmäinen kattaus               | FI8 (3 Wo.)FI | Erstveröffentlichung: 22. September 2017                                                     |
| 2017 | Jumala Vain elämää – kausi 7 toinen kattaus                     | FI2 (5 Wo.)FI | Erstveröffentlichung: 29. September 2017                                                     |
| 2017 | Malja Vain elämää – kausi 7 toinen kattaus                      | FI9 (3 Wo.)FI | Erstveröffentlichung: 6. Oktober 2017                                                        |
| 2017 | Älä lähde vielä pois Vain elämää – kausi 7 toinen kattaus       | FI11 (2 Wo.)FI | Erstveröffentlichung: 13. Oktober 2017                                                       |
| 2017 | Surulapsi Vain elämää – kausi 7 toinen kattaus                  | FI3 (5 Wo.)FI | Erstveröffentlichung: 20. Oktober 2017                                                       |
| 2017 | Enkelit –                                                       | FI1 (13 Wo.)FI | Erstveröffentlichung: 16. November 2017                                                      |
| Folgende Lieder erschienen nicht als Single, wurden aber durch das Album zum Download und Streaming bereitgestellt und konnten somit eine Platzierung erlangen: |                                                                 | |                                                                                              |
| |                                                                 | |                                                                                              |
| 2013 | Parempi mies Kuka muu muka                                      | FI6 (14 Wo.)FI | feat. Samuli Edelmann                                                                        |
| 2013 | Kuka muu muka                                                   | FI7 (19 Wo.)FI |                                                                                              |
| 2013 | Älä pyydä mitään Kuka muu muka                                  | FI8 (6 Wo.)FI |                                                                                              |
| 2013 | Vihaajat vihaa Kuka muu muka                                    | FI10 (6 Wo.)FI | feat. Kalle Kinos                                                                            |
| 2013 | Fiiliksissä Kuka muu muka                                       | FI12 (4 Wo.)FI | feat. Diandra                                                                                |
| 2013 | Niille joil on paha olla Kuka muu muka                          | FI18 (2 Wo.)FI |                                                                                              |
| 2013 | Profeetat Kuka muu muka                                         | FI20 (2 Wo.)FI | feat. Elastinen                                                                              |
| 2015 | Sillat Alpha Omega                                              | FI1 (11 Wo.)FI | feat. Ilta                                                                                   |
| 2015 | Alpha Omega                                                     | FI3 (3 Wo.)FI |                                                                                              |
| 2015 | Chekkonen Alpha Omega                                           | FI4 (2 Wo.)FI |                                                                                              |
| 2015 | Keinu Alpha Omega                                               | FI5 (8 Wo.)FI |                                                                                              |
| 2015 | Leveellä Alpha Omega                                            | FI6 (2 Wo.)FI | feat. Herrasmiesliiga & Kapasiteettiyksikkö                                                  |
| 2015 | Me ollaan ne Alpha Omega                                        | FI7 (2 Wo.)FI | feat. Nikke Ankara                                                                           |
| 2015 | Valot sammuu Alpha Omega                                        | FI3 (6 Wo.)FI |                                                                                              |
| 2015 | Jos sä haluut Alpha Omega                                       | FI11 (1 Wo.)FI | feat. Yasmine Yamajako                                                                       |
| 2015 | Makee ja selkee Alpha Omega                                     | FI12 (1 Wo.)FI | feat. Kasmir                                                                                 |

Weitere Singles
- 2007: Tuhlaajapoika (feat. Tasis)
- 2008: Kanssa tai ilman (feat. Illi)
- 2009: Viihdyttäjä

### Gastbeiträge
| Jahr | Titel Album                         | Höchstplatzierung, Gesamtwochen, AuszeichnungChartsChartplatzierungen (Jahr, Titel, Album, Platzierungen, Wochen, Auszeichnungen, Anmerkungen) | Anmerkungen                                                 |
| Jahr | Titel Album                         | FI | Anmerkungen                                                 |
| ---- | ----------------------------------- | --- | ----------------------------------------------------------- |
| 2011 | Etkot, juhlat, jatkot (kesäkumit) – | FI13 (1 Wo.)FI | Fintelligens feat. Cheek                                    |
| 2016 | Huitoo –                            | FI20 (1 Wo.)FI | Erstveröffentlichung: 4. Mai 2016 Diandra feat. Cheek       |
| 2016 | Nää yöt ei anna armoo Sinun naisesi | FI6 (7 Wo.)FI | Erstveröffentlichung: 6. Oktober 2016 Kaija Koo feat. Cheek |
| 2016 | Ku kanye kanyee Sanni               | FI5 (3 Wo.)FI | Erstveröffentlichung: 5. Dezember 2016 Sanni feat. Cheek    |
| 2018 | XTC Simba                           | FI1 (18 Wo.)FI | Lukas Leon feat. Etta & Cheek                               |
| 2023 | Äärirajoille II Sextape II          | FI1 (4 Wo.)FI | Sexmane feat. Cheek                                         |

### Weitere Veröffentlichungen
- 2002: 5th Element – I
- 2004: 5th Element – Kakkonen
- 2005: 5th Element – 2,8‰
- 2006: Herrasmiesliiga: Herrasmiesliiga
- 2008: Herrasmiesliiga: E.P.M.T 2008
- 2009: Herrasmiesliiga: E.P.M.T 2009
- 2010: Herrasmiesliiga: E.P.M.T 2010
- 2011: Herrasmiesliiga: E.P.M.T 2011
- 2012: Herrasmiesliiga: E.P.M.T 2012
- 2013: Herrasmiesliiga: E.P.M.T 2013
- 2014: Herrasmiesliiga: E.P.M.T 2014